# Mack Super-Liner
Le Mack Super-Liner est une gamme de modèles de camions de classe 8 produits par Mack Trucks. Fabriqué en Amérique du Nord de 1977 à 1993 , cette gamme de modèles est un tracteur à cabine conventionnelle configuré principalement pour les applications routières et professionnelles, servant de produit phare conventionnel de la gamme de produits Mack en Amérique du Nord. Après son arrêt en 1993, le Super-Liner a été remplacé par le CL700; aujourd'hui, son équivalent le plus proche est le Mack Anthem.   

## Apparition dans les médias
Dans le film Convoy de 1978, un Mack RS700 est conduit par le personnage principal de Martin "Rubber Duck" Penwald (Kris Kristofferson). Comme le film est sorti après le remplacement du RS700 par le Super-Liner, Mack a inséré le Super-Liner dans tous les documents promotionnels et produits liés au film. 
Dans la franchise Cars, le personnage "Mack" a été inspiré par un Mack Super-Liner de 1985. 